# Il paese delle spose infelici
Il paese delle spose infelici è un film del 2011 diretto da Pippo Mezzapesa.
Il soggetto è tratto dall'omonimo libro scritto da Mario Desiati e pubblicato da Arnoldo Mondadori Editore nel 2008. In Concorso Ufficiale al Festival del Cinema di Roma del 2011.

## Trama
In un ipotetico paese della Puglia, abita Francesco detto Veleno. È un ragazzino di famiglia borghese affascinato dalla vita dei suoi compagni che, per quanto provengano da famiglie umili se non indigenti, vivono in una condizione di apparente libertà e giocano in una squadra di calcio amatoriale: la Cosmica. Zazà, elemento più carismatico del gruppo, trasforma il timido e imbranato Veleno in un portiere, dandogli fiducia e accettandolo dopo alcune prove di iniziazione. Un giorno Zazà e Veleno assistono al "volo" di Annalisa dal tetto di una chiesa del paese e da quel momento in poi la loro vita cambia. La giovane, di cui nulla è dato sapere, vive in una villetta degradata fuori dal centro abitato. La ragazza abita da sola e i due amici iniziano a frequentarla fino a che sembrano innamorarsene.

## Produzione

### Riprese
Le riprese sono state effettuate nella primavera del 2011, in provincia di Taranto tra le città di Massafra e Palagiano, compresa la località di Pino di Lenne, sul mar Jonio. Si possono inoltre notare la cattedrale e la gravina di Castellaneta.
La scena iniziale del film è ambientata a Taranto con lo stabilimento siderurgico dell'Ilva sullo sfondo.

## Colonna sonora
- Clap your hands say yeah - Gimme Some Salt
- Girls in Hawaii - 9.00 am
- Calexico - Untitled III
- Balanescu Quartet - Aria
- Pasquale Catalano - Cenzoum
- Nino Buonocore - Scrivimi
- Robert Miles - Children
- Arcangelo Corelli - La Follia
- Francesca Gollini - Rosso

## Accoglienza

### Riconoscimenti
Nel 2012 ha ricevuto il premio della miglior opera prima dal Foggia Film Festival.